# Salbris
Salbris ist eine französische Gemeinde mit 4880 Einwohnern (Stand: 1. Januar 2022) im Département Loir-et-Cher in der Region Centre-Val de Loire. Salbris gehört zum Arrondissement Romorantin-Lanthenay und ist der Hauptort (chef-lieu) des Kantons La Sologne.

## Geographie
Die Gemeinde liegt in der wald- und seenreichen Landschaft Sologne. Umgeben wird Salbris von den Nachbargemeinden Nouan-le-Fuzelier im Norden, Pierrefitte-sur-Sauldre im Nordosten, Souesmes im Osten, Nançay im Südosten, Theillay im Süden, Romorantin-Lanthenay und La Ferté-Imbault im Südwesten, Marcilly-en-Gault im Westen und Saint-Viâtre im Nordwesten. 
Der Ort Salbris wird von der Sauldre und dem kleinen Fluss Coussin durchflossen. Das Gemeindegebiet umfasst eine Vielzahl vom Wasserläufen, die bedeutenderen sind: Petite Sauldre, Naon und Méant.
Durch die Gemeinde führt die Autoroute A71 von Orléans nach Clermont-Ferrand.

## Geschichte
Erstmals erwähnt wird Salbris im Jahre 855 als Besitz der Abtei Saint-Sulpice de Bourges.

## Bevölkerungsentwicklung
| 1962                       | 1968 | 1975 | 1982 | 1990 | 1999 | 2006 | 2017 |
| -------------------------- | ---- | ---- | ---- | ---- | ---- | ---- | ---- |
| 5097                       | 5451 | 6095 | 6079 | 6083 | 6029 | 5777 | 5166 |
| Quellen: Cassini und INSEE |      |      |      |      |      |      |      |

## Sehenswürdigkeiten

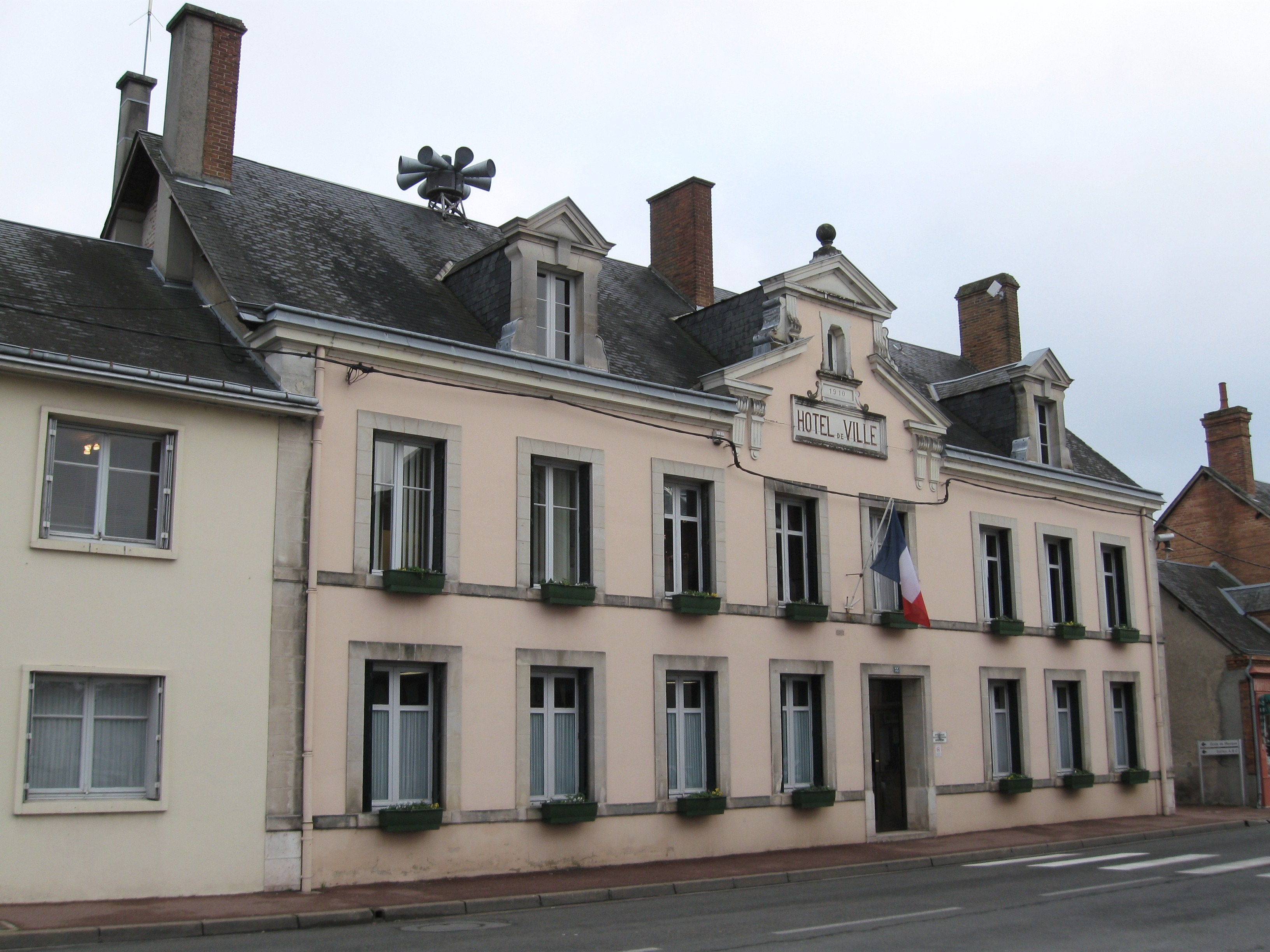
Rathaus (Hôtel de ville)

- Kirche Saint-Georges
- Kapelle Notre-Dame de Pitié
- Rathaus
- Schloss Rivaulde

## Gemeindepartnerschaften
Mit der britischen Gemeinde Dymchurch in der Grafschaft Kent (England) besteht seit 1999 eine Partnerschaft. Seit 2009 existiert eine weitere Partnerschaft mit der portugiesischen Gemeinde Loivos (Distrikt Chaves).

## Persönlichkeiten
- François Beaugendre (1880–1936), Radrennfahrer
- Omer Beaugendre (1883–1954), Radrennfahrer
- Nikolai Alexejewitsch Sokolow (1882–1924), Richter und Untersuchungsführer zur Ermordung der Zarenfamilie